# Ravine Saint-Gilles
Die Ravine Saint-Gilles ist ein Fluss auf der Insel Réunion, einem französischen Übersee-Département im Südwesten des Indischen Ozeans.

## Geographie
Der Fluss entspringt am Piton de la Ravine Saint-Gilles auf einer Höhe von 2380 Metern und fließt von dort über 21,44 Kilometer nach Westen in Richtung Indischer Ozean. Dabei hat der Fluss ein erhebliches Gefälle, bildet zum Teil Wasserfälle, die in kleine Seen stürzen. Teile des Flusslaufs und der Schlucht, durch die er verläuft, sind über Wanderwege erschlossen und gelten als touristisch reizvoll. Der Ravine Saint-Gilles ist der einzige als Ravine bezeichnete Wasserlauf Réunions, der in seinem Unterlauf ganzjährig Wasser führt.
In seinem Lauf durchfließt der Fluss das Bassin Pied de Veau, passiert Bras Canot südlich, fließt zwischen dem nördlich gelegenen Saint-Gilles-les-Hauts und dem südlichen Villèle hindurch, passiert den See Bassin Bleu und wird dann von der Route des Tamarins überbrückt. Es folgen in dichter Folge das Bassin Malheur, das Bassin des Aigrettes und das Bassin Cormoran. Der Fluss erreicht dann Saint-Gilles-les-Bains, wo er im Gebiet des Hafens von Saint-Gilles-les-Bains, südlich des Strandes Roches Noires, in den Indischen Ozean mündet.